# سیارک ۳۴۷۳۸
سیارک ۳۴۷۳۸ (به انگلیسی: 34738 Hulbert، نامگذاری:2001QV71) سی و چهار هزار و هفتصد و سی و هشتمین سیارک کشف شده‌است که در ۲۰ اوت ۲۰۰۱ کشف شد.